# 말리아노데마르시
말리아노데마르시(이탈리아어: Magliano de' Marsi)는 이탈리아 아브루초주 라퀼라도에 있는 코무네이다.